# Contea di Garfield (Colorado)
La contea di Garfield (in inglese Garfield County) è una contea dello Stato del Colorado, negli Stati Uniti. La popolazione al censimento del 2000 era di 43 791 abitanti. Il capoluogo di contea è Glenwood Springs.

## Geografia
La contea si trova nella parte occidentale dello Stato, al confine con lo Utah. La contea comprende paesaggi montuosi alpini e alte montagne desertiche nella regione delle Montagne Rocciose. Circa il 60% del territorio è sotto il controllo federale, poiché ci sono diverse aree protette.

### Contee confinanti
- Contea di Rio Blanco - nord
- Contea di Routt - nord-est
- Contea di Eagle - est
- Contea di Pitkin - sud-est
- Contea di Mesa - sud
- Contea di Grand (Utah) - sud-ovest
- Contea di Uintah (Utah) - nord-ovest

## Storia
L'area era abitata dai nativi Ute. La contea fu istituita nel 1883. Fu chiamata così in onore del presidente James A. Garfield.

## Comuni

### Cities
- Glenwood Springs (capoluogo)
- Rifle

### Towns
- Carbondale
- New Castle
- Parachute
- Silt
- Battlement Mesa (non incorporata)